# Palestina (ort i Colombia, Caldas, lat 5,02, long -75,62)
Palestina är en ort i Colombia.   Den ligger i departementet Caldas, i den centrala delen av landet, 180 km väster om huvudstaden Bogotá. Palestina ligger 1 591 meter över havet och antalet invånare är 7 865.
Terrängen runt Palestina är huvudsakligen kuperad. Palestina ligger uppe på en höjd. Runt Palestina är det ganska tätbefolkat, med 108 invånare per kvadratkilometer. Närmaste större samhälle är Manizales, 12,8 km öster om Palestina. I omgivningarna runt Palestina växer i huvudsak städsegrön lövskog.